# نهائي كأس فرنسا 1950
نهائي كأس فرنسا 1950 هي المباراة النهائية من منافسة كأس فرنسا 1949–50 ‏، أقيمت المباراة في 14 مايو 1950، في ملعب أولمبيك دي كولومب، بين فريقي راسينغ كولومب، وستاد ريمس، وفاز فيها ستاد ريمس، بعد أن هزم راسينغ كولومب، بنتيجة 0 - 2، وكان حكم المباراة Raymond Vincentini ‏، وحضر المباراة 61722 شخصاً.

## تفاصيل المباراة
لعبت المباراة النهائية في 14 مايو 1950.
| راسينغ كولومب | 0 -2 | ستاد ريمس   |
| ------------- | ---- | ----------- |
|               |      | 81 ' · 83 ' |